# N10 - Rond Bornholm
De N10 - Rond Bornholm (Deens: Bornholm Rundt) is een landelijke lusvormige langeafstandsfietsroute in Denemarken. De route volgt de kust van het eiland Bornholm in de Oostzee. De gehele route is onderdeel van de EuroVelo EV10 Oostzeeroute. Het traject is bewegwijzerd in twee richtingen met het cijfer 10 en is onderdeel van de nationale fietsroutes van Denemarken.

## Traject
De route begint en eindigt in Rønne in het noorden van Jutland. De route voert langs de kust en doet diverse kustplaatsen aan op het eiland.
Vanuit Rønne varen diverse veerboten die verbindingen onderhouden met Denemarken, Zweden, Duitsland en Polen.

## Aansluitingen met andere fietsroutes
Omdat Bornholm een eiland is sluit de route enkel via veerboot aan op andere fietsroutes. In Køge kan worden aangesloten op de EuroVelo EV7 Route van de Zon, de EuroVelo EV10 Oostzeeroute en de landelijke routes N4 - Kopenhagen-Søndervig, N6 - Esbjerg-Kopenhagen en N9 - Gedser-Helsingør.
De EV10 doet Bornholm aan vanuit het Zweedse Ystad. Na de ronde over het eiland gaat de route in Ystad verder.